# 오토 프란츠 폰 외스터라이히 대공
오토 프란츠 요제프 카를 루트비히 마리아 폰 외스터라이히 대공(독일어: Otto Franz Joseph Karl Ludwig Maria von Österreich, 1865년 4월 21일 ~ 1906년 11월 1일)은 오스트리아의 황족이다.
카를 루트비히 폰 외스터라이히 대공과 부르봉양시칠리아 공주 마리아 안눈치아타 대공비의 아들로 태어났으며 "미남 오토"(Otto der Schöne)라는 별칭으로 부르기도 했다. 1889년에 자신의 큰아버지인 프란츠 요제프 1세 황제의 외아들이었던 루돌프 폰 외스터라이히웅가른 황태자가 자살했고 1896년에는 자신의 아버지였던 카를 루트비히 폰 외스터라이히 대공이 위장병으로 병사하면서 유력한 제위 계승자가 되었으나 제위에 오르기 전인 1906년에 병사했다.
프란츠 요제프 1세 황제의 강요에도 조피 초테크 폰 호엔베르크 여공작과의 결혼을 포기하지 않았던 형 프란츠 페르디난트 폰 외스터라이히에스테 대공과는 달리 오토 프란츠는 황제가 시키는대로 마리아 요제파 폰 작센 왕녀와 결혼했다.

## 자녀
| 사진 | 이름                                   | 생일            | 사망                   | 기타                                     |
| ---- | -------------------------------------- | --------------- | ---------------------- | ---------------------------------------- |
|      | 카를 1세                               | 1887년 8월 17일 | 1922년 4월 1일 (34세)  | 치타 디 파르마 공녀와 결혼, 슬하 5남 3녀 |
|      | 막시밀리안 오이겐 폰 외스터라이히 대공 | 1895년 4월 13일 | 1952년 1월 19일 (56세) | 슬하 2남                                 |

## 사진

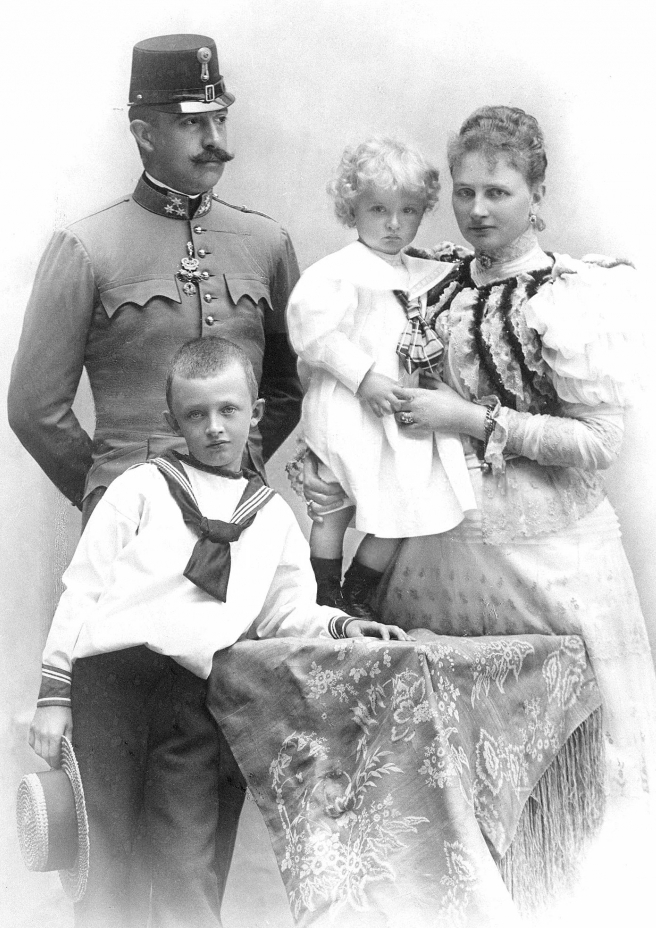
오토 프란츠 대공과 그의 가족들